# Kastens Hotel Luisenhof
Koordinaten: 52° 22′ 27,7″ N, 9° 44′ 27″ O
Kastens Hotel Luisenhof ist ein traditionsreiches Luxushotel im Zentrum von Hannover, das seit Ende des 19. Jahrhunderts als „gute Adresse“ für Kaiser, Könige und Prominenz gilt.

## Geschichte

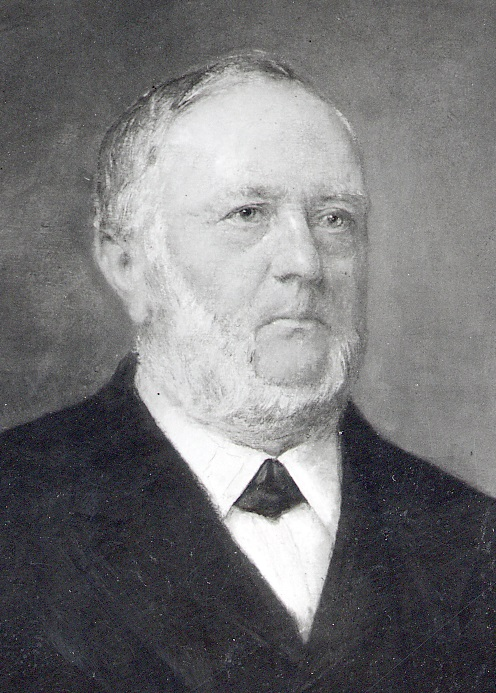
Heinrich Kasten, ca. 1890

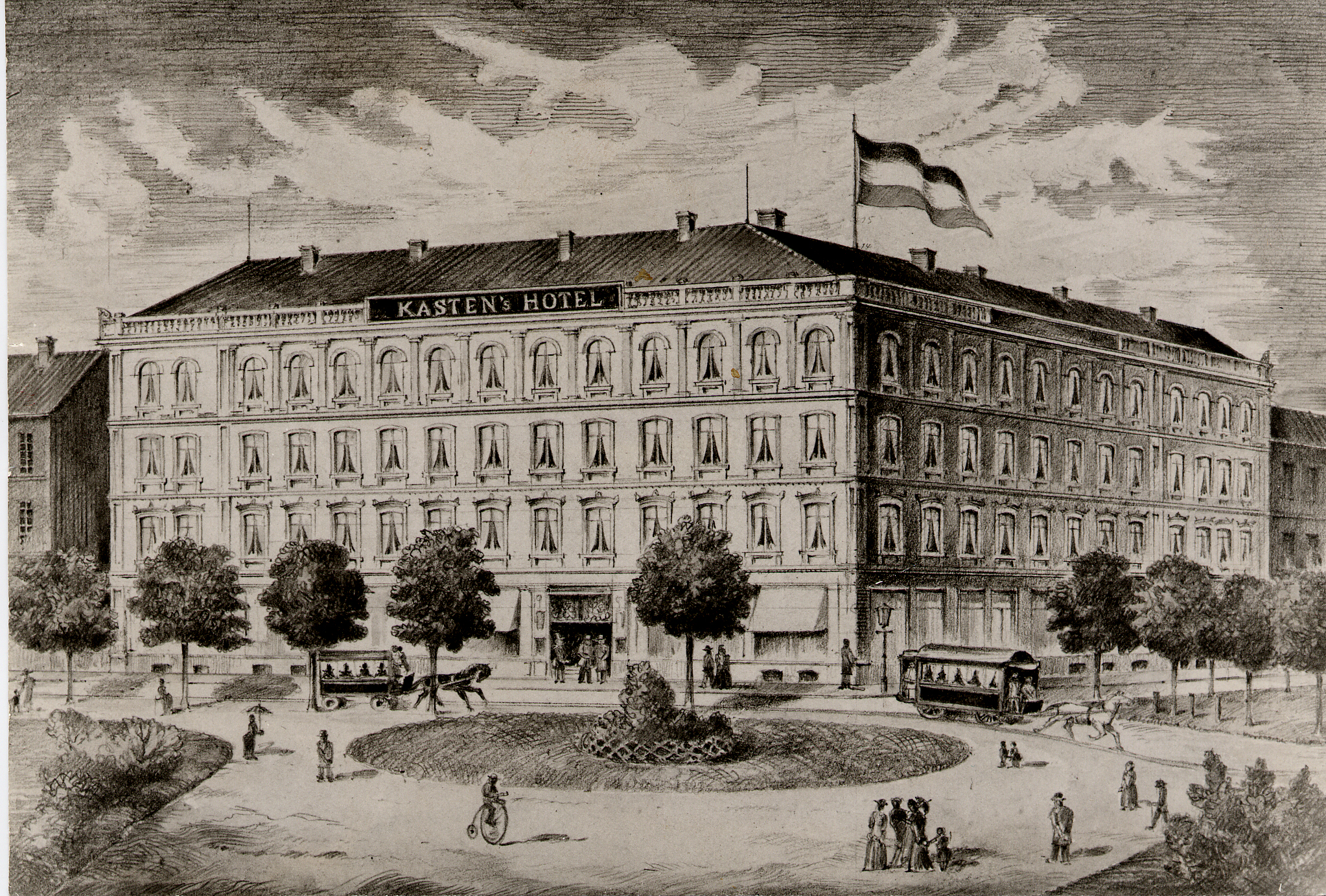
Kastens Hotel, 1856

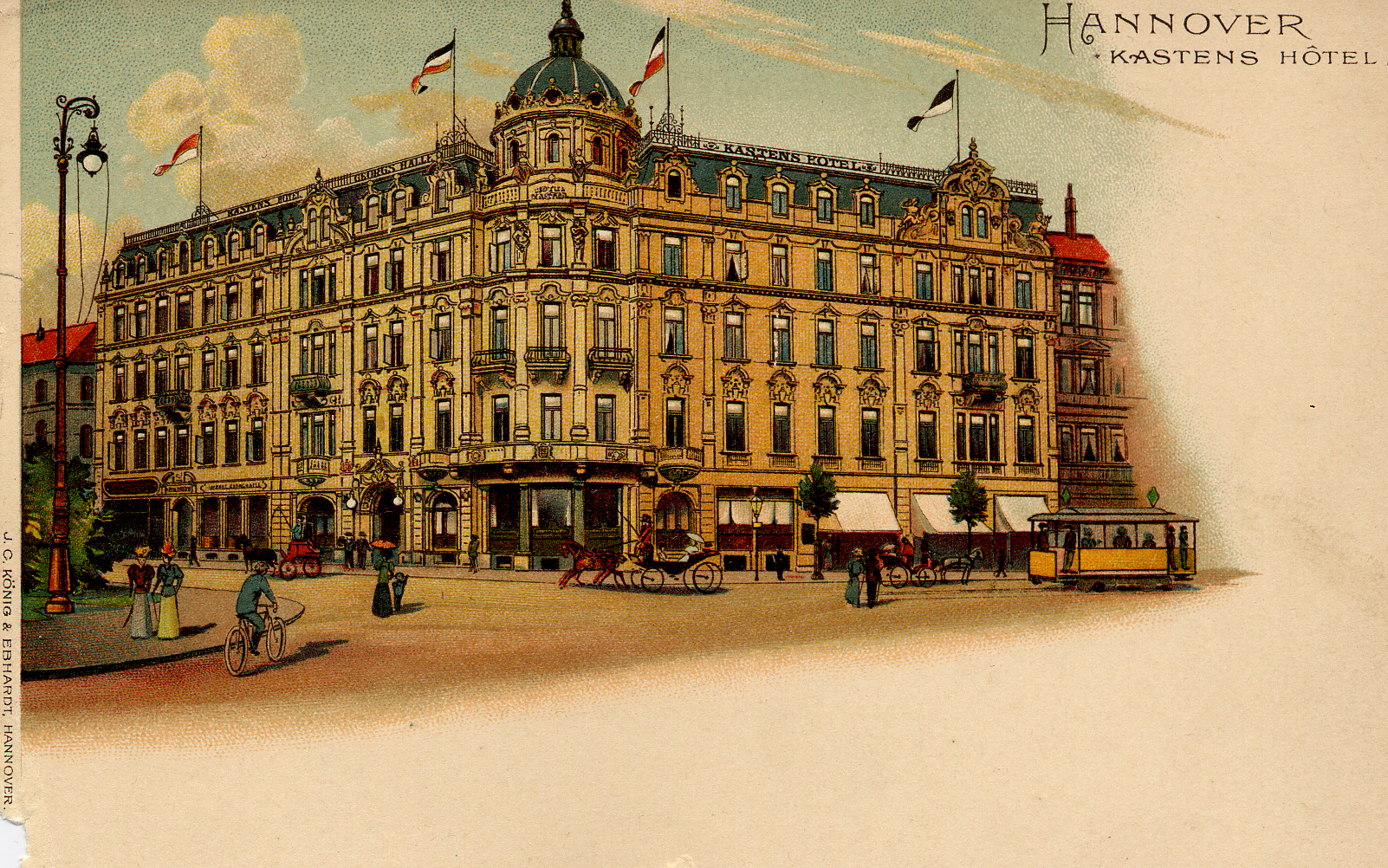
Kastens Hotel, Postkarte 1910

Der Gastwirt und Weinkenner Heinrich Kasten (* 27. Oktober 1821 in Kolenfeld bei Wunstorf; † 10. Februar 1893 in Hannover) mietete 1856 am Theaterplatz 9 ein Haus, das er 1859 käuflich erwarb. Das Gebäude nahe dem königlichen Hoftheater richtete er als Hotel ein. Es wurde Kastens Hotel genannt und entwickelte sich schnell zum Mittelpunkt des hannoverschen gesellschaftlichen Lebens. Unter anderem tagten in ihm jeden Samstag die Mitglieder des 1859 bis 1867 bestehenden, von Rudolf von Bennigsen geführten Deutschen Nationalvereins. Später nutzte Kaiser Wilhelm II. das Hotel für Zusammenkünfte in seiner Eigenschaft als Chef der in Hannover stationierten Ulanenregimentes und als Protektor des Johanniterordens. Auch bei Reitervereinen, Militärpersonen und Besuchern der Oper wurde das Lokal beliebt. Namhafte Übernachtungsgäste waren Paul von Hindenburg (ab 1866) und Theodor Fontane (1880), Enrico Caruso (1911) u. a. Julie und Ludwig Windthorst feierten in dem Hotel 1888 ihre Goldene Hochzeit.
Nach dem Tod Heinrich Kastens 1893 übernahm sein Sohn Friedrich Kasten die Geschäftsführung. Er ließ umfangreiche Umbauten und Modernisierungen durchführen und 1906 die gesamte Fassade des Hotels im Stil des Neobarock umgestalten.
In den Jahren 1914 und 1915 wurde in der Luisenstraße, als „Dependance“ des damaligen Hotels Kasten, der Luisenhof durch den aus Berlin stammenden Architekten Alex Diepenbrock errichtet. In dem fünfgeschossigen Stahlbetonbau mit neobarocker Rasterfassade – die von der Stadt Hannover unter Denkmalschutz gestellt wurde – entstand ein großzügig gehaltenes Hotel mit 130 Betten, das in kürzester Zeit so berühmt wurde wie das Mutterhaus Kastens Hotel. 1919 starb Friedrich Kasten.
Mit dessen Sohn Leo Kasten und dessen Schwester Mary folgt die dritte Generation. Bereits 1921 starb auch Leo Kasten, so dass das gesamte Hotelunternehmen in den Alleinbesitz von Mary Kasten überging. Sie heiratete 1932 Erich Sdralek, der bereits seit 1928 im Unternehmen arbeitete und unter dessen Federführung bis 1934 weitere Umbaumaßnahmen vorgenommen wurden.
Gegen Ende des Zweiten Weltkrieges im Jahr 1945 wurden beide Häuser, sowohl Kastens Hotel an der Oper als auch der Luisenhof in der Luisenstraße, bei den Luftangriffen auf Hannover durch Bomben völlig zerstört, lediglich Teile der Fassaden standen noch. Da es zu dieser Zeit in Hannover so gut wie kein Hotel mehr gab, sollten die Häuser so schnell wie möglich wieder aufgebaut werden. Es gelang, das erste Haus, den Luisenhof, bereits zur ersten Hannover-Messe im Jahre 1947 wieder in Betrieb zu nehmen, wobei die neobarocke Fassade stilgerecht ergänzt wurden. Der Name KASTENS HOTEL LUISENHOF wurde 1948 erstmals verwendet.
1952 bis 1953 wurde das so genannte Messehotel an der Ecke Luisenstraße/Rathenaustraße hinzugebaut, das mit dem bereits aufgebauten Luisenhof eine Einheit bildete. Dadurch bekam das Hotel auch wieder eine Fassade zum Opernplatz. Architekten beider Baumaßnahmen waren Ernst Zinsser und Georg Seewald. Beide Häuser werden seitdem unter dem Begriff KASTENS HOTEL LUISENHOF geführt, der erst 1974 offiziell wurde. Die Ruine des zerstörte Hotelbau von 1906 an der Ecke Opernplatz-Theaterstraße wurde jedoch nicht wieder aufgebaut, sondern verkauft und abgebrochen.
Zum 150-jährigen Bestehen wurde das Hotel 2006 im 6. Stock mit einem modernen Fitnesstraining- und Saunabereich mit Blick über Hannovers Innenstadt, der von Übernachtungsgästen exklusiv genutzt werden kann, ausgestattet. Im Mai 2008 wurde das Hotel als erstes Hotel Hannovers von der DEHOGA mit 5-Sternen ausgezeichnet. Seit Sommer 2011 hat das Haus die höchste Auszeichnung als 5-Sterne-Superior-Hotel.
2023 ging Hoteldirektor Michael Rupp nach 27 Jahren in den Ruhestand, der das Hotel seit 1997 als geschäftsführender Direktor leitete. An seine Stelle trat 2024 Marc Biewald, der bisherige stellvertretende Hoteldirektor.